# Full Irish: The Best of Gaelic Storm 2004 - 2014
Full Irish: The Best of Gaelic Storm 2004 - 2014 er det elvte album og andet opsamlingsalbum fra den keltiske musikgruppe Gaelic Storm. Det indeholder numre indspillet af bandet i perioden 2004-2014, og inkluderer to nye sange foruden "Irish Party in Third Class", som blev skrevet til og opført i filmen Titanic, i 1997, men som ikke tidligere har været udgivet. Albummet udkom d. 29. juli 2014.

## Track listing
1. "Scalliwag" - 3:32
2. "Born to Be a Bachelor" - 3:48
3. "Whiskey in the Jar" - 3:29
4. "The Buzzards of Bourbon Street" - 3:32
5. "Raised on Black and Tans" - 3:30
6. "Me and the Moon" - 4:24
7. "Girls of Dublin Town" - 2:59
8. "The Night I Punched Russel Crowe" - 3:27
9. "Irish Party in Third Class" - 3:20
10. "I Miss My Home" - 3:52
11. "Darcy's Donkey" - 3:09
12. "One More Day Above the Roses" - 3:53
13. "Slim Jim and the Seven Eleven Girl" - 4:06
14. "Spider Bite" - 4:05
15. "Kiss Me I'm Irish" - 4:59